# Muralla carlina (l'Escala)
La Muralla carlina és una obra de l'Escala (Alt Empordà) inclosa a l'Inventari del Patrimoni Arquitectònic de Catalunya.

## Descripció
Situada a l'extrem nord-oest del nucli antic de la vila de l'Escala, en el vessant litoral del puig del Pedró davant la platja de la Creu, a la ronda del Pedró i a poca distància de la torre del mateix nom.
Es tracta de les restes conservades de l'antiga muralla carlina, que protegia l'accés al nucli antic de la població per la ronda del Pedró. En concret es conserva un tram de mur d'uns 10 metres de llargada, per 0,60 metres d'amplada i entre 3 i 4 metres d'alçada. Es troba assentada damunt la roca geològica del turó del Pedró. Bastida amb pedres desbastades de diverses mides, organitzades creant filades irregulars i lligades amb morter de calç. Presenta diversos forats de bastida quadrats disposats a diferents nivells.

## Història
L'any 1833, durant la Guerra Carlina, es va bastir la muralla i diverses torres per protegir la vila. El 1837, el batlle liberal Francesc Maranges i Juli va dirigir la defensa davant del setge carlí. Es varen utilitzar traires (potents arpons de vint pues) i còdols a manera de munició. La victòria liberal va fer que el 23 d'octubre, Sant Crispí, fos festa local. Actualment solament queda com a testimoni un llenç de muralla.